# وينثروب إتش سميث جونيور
وينثروب إتش سميث جونيور (بالإنجليزية: Winthrop Hiram Smith, Jr.)‏ هو شخصية أعمال أمريكي، ولد في 1949 في ليتشفيلد في الولايات المتحدة.